# 侦察机

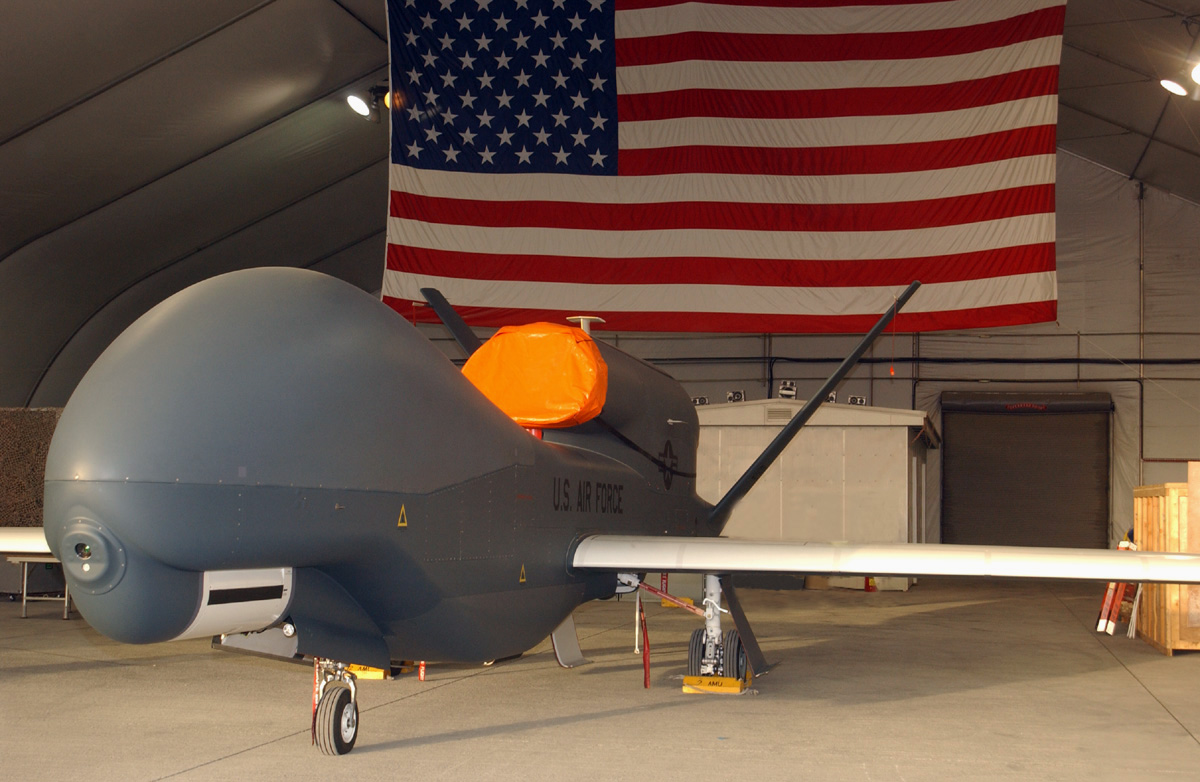
美國RQ-4全球之鷹無人偵察機

偵察機泛指所有擔任情報與資料蒐集的軍用機種，這些情報與資料包括光學與非光學的訊息與蒐集手段，偵查的對象包含作戰中的敵人部隊，交戰中的敵對國家內部或者是其他與本國國家利益有關係的其他國家內部的相關情報。最初發想是利用飛機飛行高度優勢對地面狀況進行探查以打破戰爭迷霧的飛機，最古早的飛機投入戰場就是為了偵查用途，後來為了擊落敵方偵察機才有戰鬥機的發明，由於人造衛星的發明；專業偵查機有被取代一部分功能但是依然具有戰場價值在需要取得天候不良地區或更近距離的照片時。

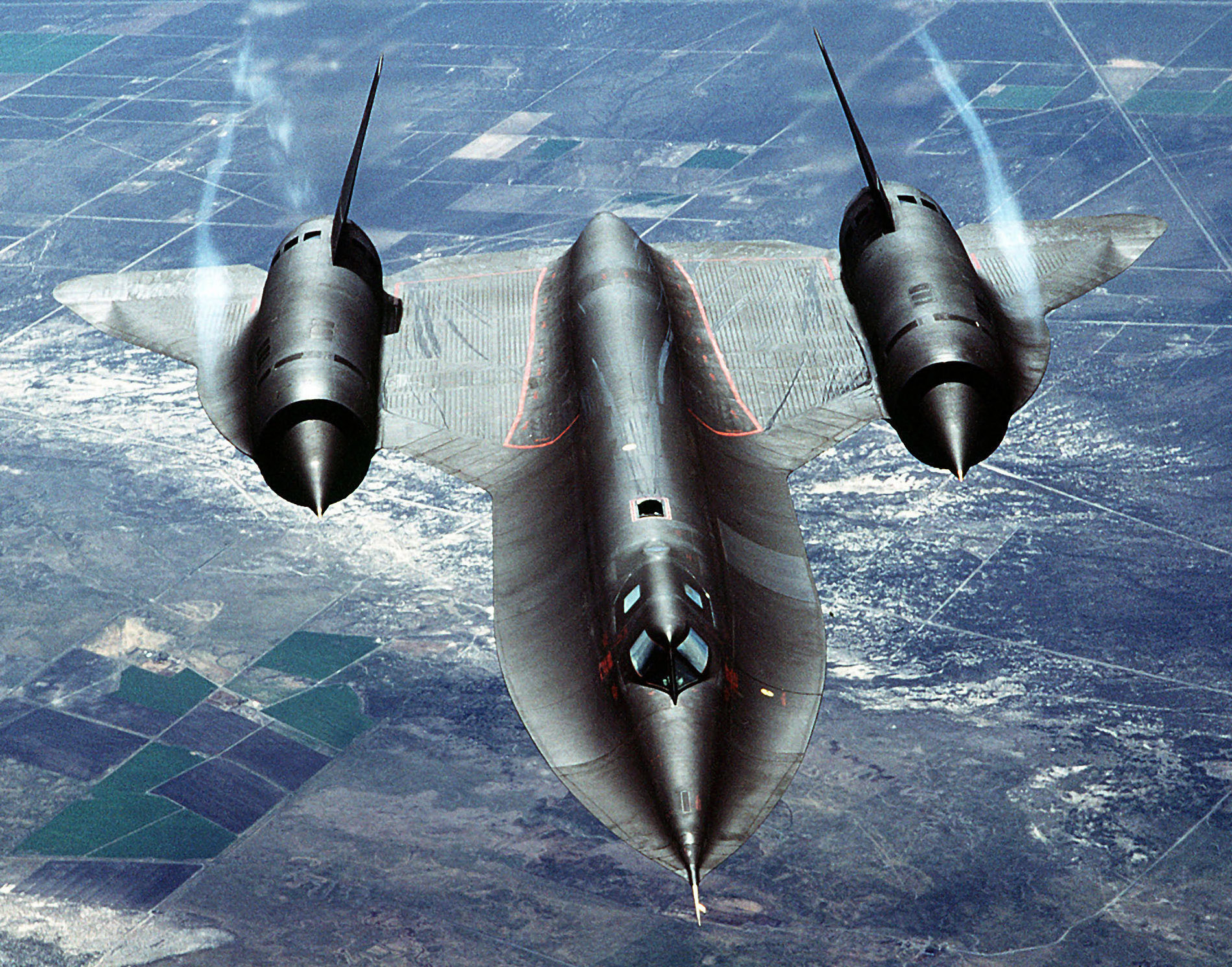
SR-71高空偵察機

偵察機所取得的畫面由早期的黑白照片進步到數位化的高解析彩色照片、影片，紅外線與雷達影像等等。

## 歷史

### 二戰以前
偵察機的歷史比戰鬥機還要早，在飛機首次使用於戰場上之前，許多國家已經使用氣球協助炮兵射擊與標定目標。第一次世界大戰時飛機加入戰場的最初任務就是蒐集與探查敵人的可能位置與動向，這可以說是最早的偵察機運用的階段。
到了第二次世界大戰時期，偵察機的重要性和運用普遍為各國家所接受，而任務型態也從原先為炮兵夥伴標定目標與觀測射擊效果外，還擴大到對假想敵或者是交戰國的軍事與生產的偵查，對敵人部隊或是艦隊的搜尋，對戰場或是作戰結果的情報與資料蒐集等等。照相機在這個階段取代肉眼和望遠鏡成為主要的情報蒐集工具。另外一方面，電子情報的蒐集與分析也在這時候開始萌芽。早期的電子情報偵查的例子有英國利用威靈頓轟炸機蒐集德國夜間戰鬥機上面所裝設的雷達的情報。
這時候使用的偵察機包括由戰鬥機或者是轟炸機改裝，專門發展的機種，有些國家為了應付戰局的需要，甚至是任何可以使用的機種都有機會做為偵察機。德國大力發展第一架噴射轟炸機Ar 234的原因之一就是為了要能夠突破英國的空防，以拿到軍方迫切需要的盟軍登陸的可能情報，只不過當德國可以使用她做偵查之際，盟軍也剛好在諾曼第登陸了。

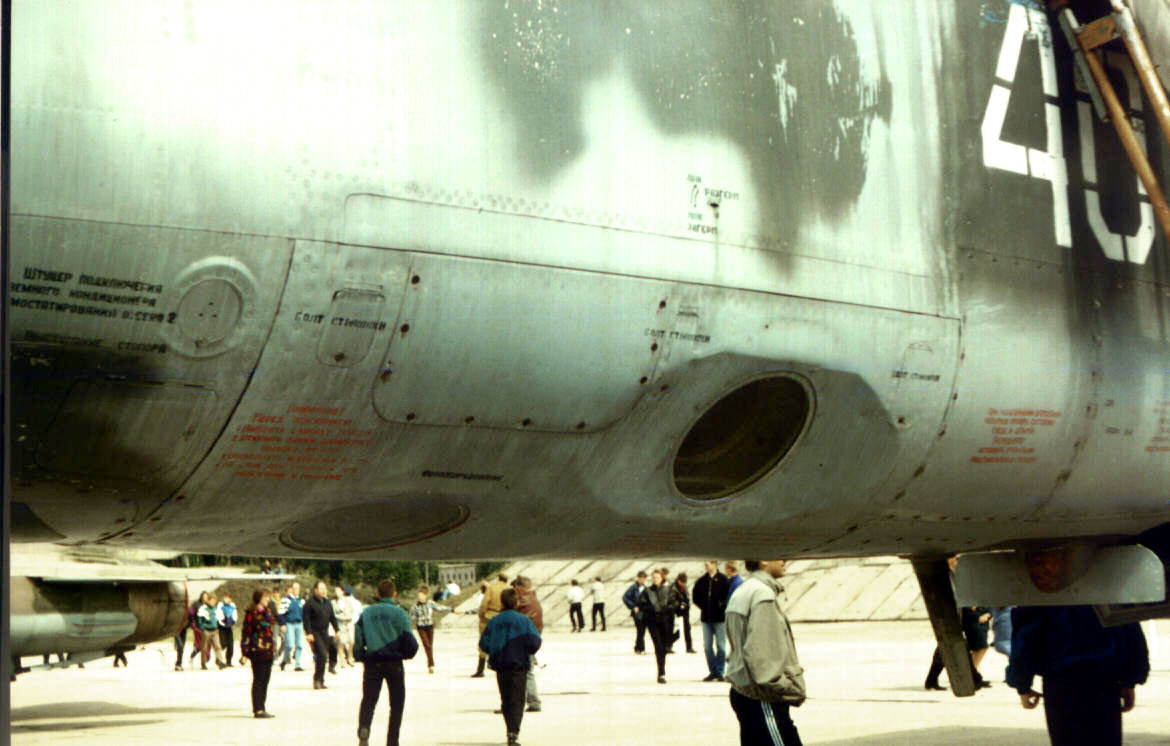
蘇聯米格-25戰鬥機的偵察型也是高速偵察機的重要代表作，以上為其偵察鏡頭。

### 二戰以後
二次世界大戰之後偵察機的任務與發展起了很大的變化，大致上可以區分成幾個階段的變化。
第一個階段的變化是偵察機的任務逐漸區分為戰術與戰略偵查這兩類。戰略偵查任務針對的是本國以外的其他國家與地區的偵查，包括對於各種設施，建設，活動等等的偵查與情報分析，這些情報不一定是軍事方面的情報，譬如說某個國家的電力使用，農作物的收成，交通線的開發等等。
戰術偵查任務則集中針對戰場上其他軍隊在戰線上與戰線後方的活動與變化。譬如說軍隊的調動，防線的變化，補給地區的調查等等。
第二個階段的變化與偵察機本身的發展無直接關係，但是有極大的影響，那就是偵察衛星的引入與使用。偵察機，尤其是擔任戰略偵查任務的機種需要進入或接近其他國家的領土或者是領海空域，這種行為無疑的會引發被偵查的國家的抗議，嚴重的時候還可能引發反擊的行為，最近的例子首推中國的殲-8戰鬥機與美國EP-3電子偵察機相碰撞的意外與死傷（见中美撞机事件）。冷戰時期這一類的事件相當頻繁，也製造諸多緊張的氣氛。使用偵察衛星通過需要偵查的地區的同時，至少避免了現階段被偵查國家的主動反擊的手段，雖然緊張氣氛是無法避免，自身的損傷卻可以降低。但是衛星的使用有一些先天上的限制，也不是所有的國家都足以負擔操作與設施的成本，因此對有能力使用衛星的國家來說，這個發展的影響比較大。
二次世界大戰之後的偵查機蒐集情報的種類逐漸成長。可見光照片依舊是一個重要的情報種類，利用紅外線，雷達或者是電磁波接收系統蒐集包括地形，資源，不良天候或者是可見度下的影像，雷達，通訊，廣播等等的情報的重要性逐漸受到重視，偵察機的裝備五花八門，照相機不再像過去一定出現在偵查機上，各類的天線往往也是某偵察機的外型辨識特徵。

## 主要偵查方式

### 光學

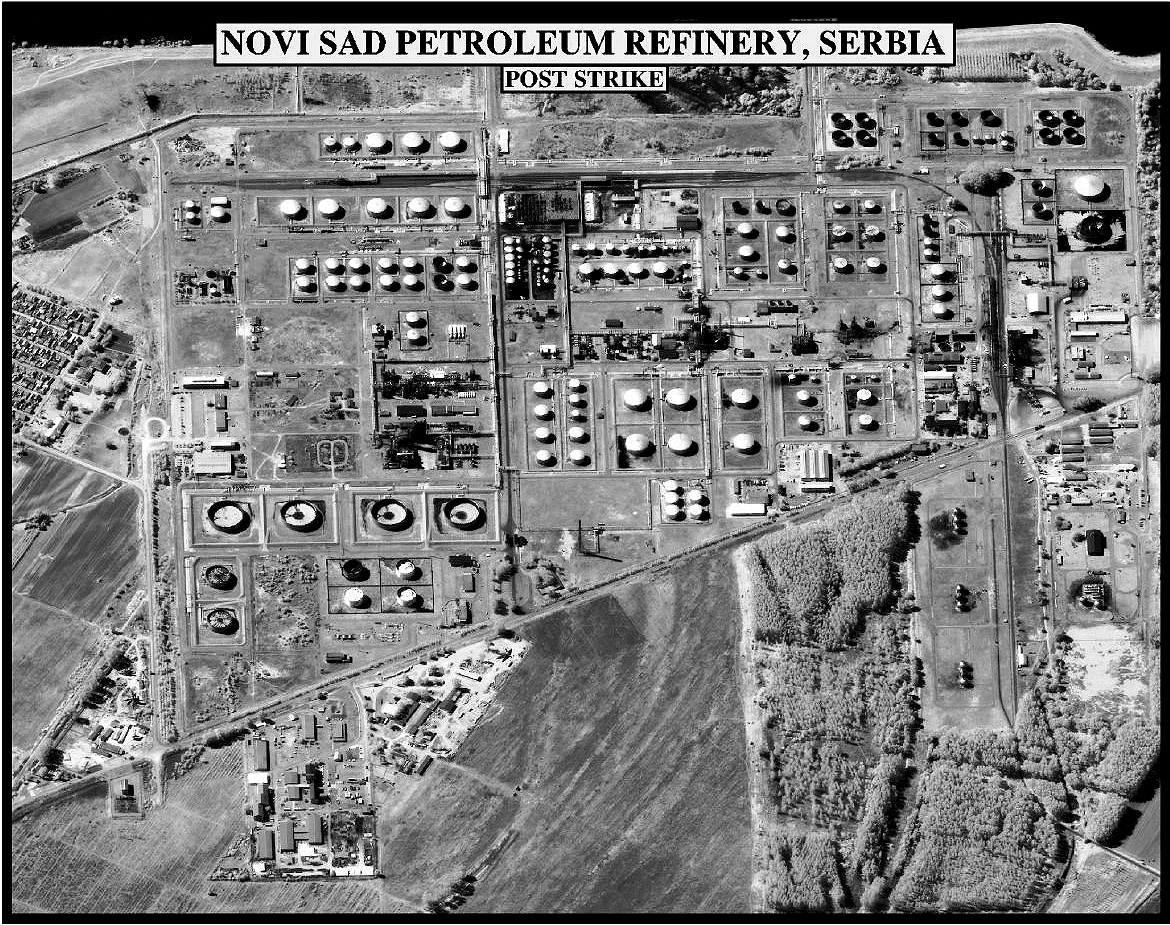
塞爾維亞的戰備儲油基地光學侦察照片

以光學作為偵查手段的歷史最久，可以從人類利用熱氣球自空中進行觀測的手段算起。以光學進行偵查的方式又可以分為三種：以肉眼進行觀察，以照相機拍攝連續或者是不連續的照片，以及使用攝影機
拍攝連續影片。比較新的系統的逐漸以電子資料取代過去使用的膠捲，優點包括降低重量，縮短任務完成後的處理時間，能夠以接近即時的效率將結果傳遞到地面的接收單位。
光學偵查最常使用的波段是可見光與紅外線，兩者可以分開，也可以合併使用。

### 雷達
以雷達作為偵查手段可以概分為兩類。一類是以雷達對地面或者是海面進行掃描，然後將結果影像化。另外一類是利用被動接收的方式，偵查地上或者是海上雷達的使用波段，頻率變化，波束特性等等。後者也歸類於電子作戰當中的支援範疇當中。

### 無線電
以無線電作為偵查手段是以被動的方式接收無線電的訊號，經過紀錄之後加以分析，作為其他任務或者是電子作戰的參考資料。比較常見的接收訊號種類包括各類型的無線電通訊，飛彈、火箭、飛機或者是其他重要系統試驗時傳回的各種資料訊號，這些資料訊號是提供設計者驗證系統實際表現與預估之間的差距，對於進行偵查的一方來說，能夠經由這些資料判斷該系統的大致性能與特性。
冷戰時期美國與蘇聯都會透過各種方式蒐集對方彈道飛彈，尤其是洲際彈道飛彈試驗時回傳的資料，以便進行評估。

## 分類
偵察機可以分成戰略偵察機與戰術偵察機兩類。

### 戰略偵察機
戰略偵察機是在二次世界大戰之後才出現的機種。他所要偵查的情報不僅僅是目標國家或者是地區的軍事力量，還包括維持這個軍事力量與運作的相關資源的調查與情報蒐集，譬如糧食，礦產，電力，交通網路等。執行偵測的時間也不限於戰爭發生前後。戰略偵察機需要進入偵測國家或者是地區的領空內，因此滯空時間與航程的要求都比較高，攜帶的偵測器材也較為特殊。美國利用包括U-2與SR-71等戰略偵察機以高空或者是高空高速的方式穿越他國領空偵查的方式，引起不少國際抗議的事件，同時也很可能引發衝突。各國逐漸以間諜衛星與無人飛機作為取代的工具。

### 戰術偵察機
戰術偵察機擔任近距離或者是接近戰場地區的情報蒐集工作，從二戰開始，許多戰術偵察機是由戰鬥機或者是連絡機等較小的軍用機種加裝偵查設備或者是特別改裝為專業戰術偵察機。

## 外部連結
- MILNET: Reconnaissance Aircraft （页面存档备份，存于）
- The Recon Room （页面存档备份，存于）
- Reconnaissance Aircraft Received from US（我國經由美援獲得的偵察機） （页面存档备份，存于）
- Reconnaissance Aircraft
- 北美RF-86F軍刀式偵察機
- RF-5E虎瞰式照相偵察機